# Casa de la Vall
La Casa de la Vall és un dels edificis més emblemàtics d'Andorra. Situat a Andorra la Vella va ser durant més de 300 anys la seu del Consell de la Terra (Consell General). Des del 2011 només és la seu del Consell General a les sessions tradicionals (constitutiva i sessió de Sant Tomàs). La resta de sessions es fan al nou edifici parlamentari. És un monument declarat Bé d'interès cultural.

## La construcció i la casa Busquets (1580-1702)
La casa va ser construïda l’any 1580 sobre un roc que dominava tota la vall del riu Valira. Es tractava de la casa de la família Busquets, una família benestant del país. De fet, sobre la porta principal es pot observar una inscripció amb l’escut de la família, on es pot llegir “ANTO. B / 1580”, acompanyada d’un arbre gravat sobre la pedra. Aquests elements fan referència a Antoni Busquets (un dels propietaris de la casa) i l’any de construcció de la casa, el 1580, juntament amb el símbol heràldic de la família.

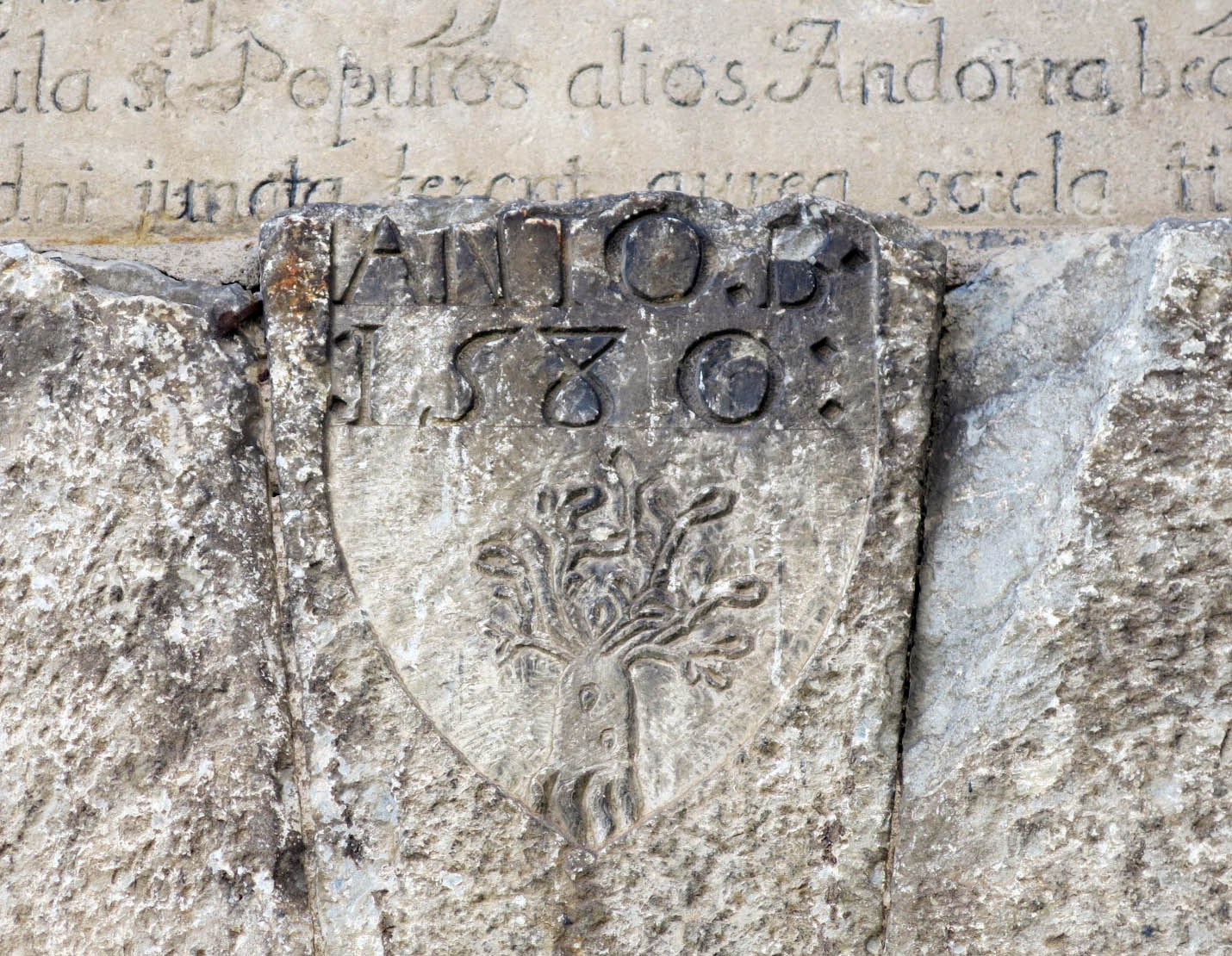
Escut dels Busquets

La casa estava dividia en tres pisos i és de planta rectangular, juntament amb un colomer exterior en forma de torre. De fet, l’edifici segueix la tipologia constructiva dels grans masos i masies catalans dels segles xvi-xvii i molts dels seus detalls constaten que els primers propietaris, els Busquets, pertanyien a una classe benestant. De planta gairebé quadrada (17 metres d’amplada per 22 metres de llargada), les parets són sòlides i gruixudes, fetes amb pedra autòctona, i presenta diversos elements d’arquitectura militar (possiblement s’hi van afegir en les reformes posteriors al segle xvi, durant els conflictes religiosos entre catòlics i hugonots, que també van afectar Andorra).
La planta baixa estava destinada sobretot a la zona del rebost, entre altres funcions. La primera planta estava formada per diverses estances. El primer que es veia era el soler, utilitzat per fer activitats socials amb altres famílies o els àpats de la família.
La casa també disposava d’una cuina amb un foc a terra al centre i diversos estris de cuina. També hi havia una habitació per al bisbe, coneguda com a “habitació del bisbe”. Més que una habitació dedicada a un bisbe, es parla d’una pràctica comuna entre les cases benestants andorranes, les quals reservaven una habitació per si el copríncep episcopal venia al país, que pogués passar la nit a casa seva, fet que donava prestigi social. A la primera planta també hi havia els dormitoris principals de la casa Busquets.
Al segon pis es trobaven les golfes o el cap de casa.
L’any 1702, la casa va ser comprada pel Consell de la Terra, sota el mandat del síndic Joan Antoni Torres, moment en el qual es va transformar en una seu parlamentària.

## La seu parlamentària (1702-2011)
En un entorn pirinenc, eminentment rural, no és casualitat que l’edifici més representatiu del Principat sigui una casa i no un palau, com a mostra de l’arrelament a la terra de les institucions: un parlament rural en un món rural.
A partir de l’any 1702, la casa es va convertir en la seu d’un dels parlaments més antics d’Europa, creat l’any 1419 gràcies al privilegi del bisbe Francesc de Tovia, el qual, a grans trets, legitimava l’òrgan del Consell de la Terra i permetia als prohoms de les Valls d’Andorra escollir anualment els seus representants per tenir cura dels afers que els afectaven. Val a dir, però, que les darreres investigacions apunten que aquest parlament ja es reunia des del segle xiii.
El primer que s’observa a l’entrada és la inscripció en llatí Domus concilii et iustitia sedis (Casa del Consell i seu de la justícia). La planta baixa de la Casa de la Vall va passar a ser la seu de les institucions judicials del país fins a l’any 1993, moment en què es van anar traslladant a altres seus.

### L'entrada i la planta baixa
Quan la casa va esdevenir la seu del Consell, va caldre dedicar un gran espai per a les mules i els cavalls dels consellers, i així l’entrada es va convertir en les cavallerisses.
Més endavant s’hi va situar la presó, amb una habitació sota l’escala per allotjar-hi el botxí quan eren necessaris els seus serveis. En la reforma dels anys seixanta del segle passat, la presó es va traslladar a un edifici de nova planta adossat al roc, comunicat amb la casa per un pas soterrani. Aquest passatge ocupa l’espai de l’antiga seu de la notaria i de l’arxiu notarial i al cap d’escala hi podem veure uns fragments de pintures murals, datades al segle xvii, amb escenes de la crucifixió i del paradís terrenal. Les institucions penitenciàries es van traslladar al seu nou emplaçament l’any 2005.
S’hi ubicava també la Cúria Episcopal i la Cúria Francesa, que tractaven les causes civils, i el Tribunal de Corts, encarregat de les penals. El Tribunal de Corts va ocupar una sala lateral l’any 1962. Fins aquell moment celebrava les sessions a la sala del Consell, tal com havia fet durant dos segles i mig des que va arribar a la casa, juntament amb el Consell de la Terra, l’any 1702. Abans que la Casa de la Vall es convertís en la seu de la justícia, les reunions del Tribunal de Corts eren itinerants: es feien en el porxo d’una església o en alguna casa particular.

### La sala dels Passos Perduts
L’antic soler es va convertir en un espai de reflexió i d’intercanvi d’idees per als consellers abans i després de les sessions parlamentàries. Va passar a ser, per tant, l’avantsala del debat polític, on els consellers deambulaven i caminaven tot dialogant i esmolant els seus arguments. Per aquest motiu, la sala s’anomena sala dels Passos Perduts, on avui en dia es poden veure alguns dels símbols nacionals d’Andorra, com per exemple la bandera i l’escut, juntament amb un seguit de pintures que representen la Passió de Crist.

### L'habitació del bisbe
Pel que fa a l’habitació del bisbe, la sala va canviar diverses vegades de funció: va ser una escola, una biblioteca i la sala de reunions del Comú d’Andorra la Vella. No obstant això, des de fa anys l’habitació és el despatx, a títol honorífic, del síndic general. Dins de la sala hi ha les pintures murals dels segles xvi-xvii de l’església de Sant Romà dels Vilars (amb la representació del darrer sopar i la Trinitat), juntament amb un retaule que narra la història de sant Martí de Tours, procedent de l’església de Sant Martí de la Cortinada.
Tanmateix, abans hi havia unes pintures murals del segle xvi que representaven diverses escenes de la passió i la mort de Crist, les quals es van traslladar l’any 1956 a la sala dels Passos Perduts. Aquestes escenes són l’oració a l’hort de Getsemaní, el bes de Judes i l’arrest de Crist amb el darrer miracle, la flagel·lació, la coronació d’espines i el viacrucis, la crucifixió i, encara que és posterior, la representació de la pietat. També es pot veure una passió de Crist a l’Espai Columba, amb les pintures murals de l’església de Sant Esteve d’Andorra la Vella.

### La cuina
A la cuina també s’hi van fer algunes modificacions. Actualment es pot veure el foc a terra amb uns grans cremalls, una xemeneia de grans dimensions i un escudeller, i antany tenia un forn de pa i un pastador. Aquí menjaven els consellers durant els dies que romanien a la casa, que podien ser uns quants, ja fos perquè les deliberacions s’allargaven o per les inclemències del temps.
Gairebé tots els consells se celebraven a la tardor i l’hivern, els mesos més freds però en què hi havia menys feina als camps. Dels copiosos sopars que s’hi feien, en tenim el testimoni d’un aventurer francès del segle xix: “Focs enormes, concebuts aparentment per rostir ovelles i bous sencers, calderes gegantines suspeses amb perns de ferro massís, fogons i altres luxes, del tot estranys a la simplicitat general d’Andorra.”

### La sala de sessions
La sala de sessions va passar a ser el punt neuràlgic de la casa en acollir les sessions parlamentàries del país des de l’any 1702 i ocupa l’espai dels dormitoris principals de la casa Busquets.
La primera imatge que en conservem ens la mostra com una cambra austera, amb una filada de cadires de palla que ressegueix tot el perímetre de l’habitació i els penjadors per a les capes i els tricornis dels consellers.
Des de l’any 1962, els seients disposats en forma de semicercle, la forma tradicional dels cors eclesiàstics, acollien els consellers. Al fons de la sala, presidint l’assemblea, el síndic general, el subsíndic i el secretari, i els retrats dels coprínceps.
De l’angle dret en penja la campana que s’utilitzava per cridar els consellers a les sessions. La persona que tradicionalment toca la campana és el conseller de més edat de la parròquia de Canillo.
Fins a l’any 1978 hi havia vint-i-quatre cadires, però amb la creació de la parròquia d’Escaldes-Engordany se n’hi van afegir quatre més. Es tracta d’un parlament unicameral escollit cada quatre anys per sufragi universal, on catorze consellers són escollits per circumscripció parroquial i catorze per circumscripció nacional.
A partir de l’any 1982, gràcies a la creació del Consell Executiu l’any 1981, el cap de Govern i els ministres van ocupar la taula del centre.
L’any 1993 es va aprovar la Constitució i es va acordar que el parlament es podia ampliar a quaranta-dos consellers si es donaven certes casuístiques. Per això, i també amb la voluntat de modernitzar i d’adaptar la sala a les necessitats dels consellers, es va començar a construir al costat de la Casa de la Vall la nova seu. Finalment, l’any 2011 es va inaugurar la nova seu del Consell General, i el parlament s’hi va desplaçar de forma permanent allà fins a l'actualitat.
En aquesta sala es pot trobar també una capella dedicada a sant Ermengol i l’armari de les Set Claus, que era l’arxiu on es guardava la documentació del Consell: correspondència, llibres d’actes i de comptes, privilegis, sentències... Gràcies a un acurat treball de serralleria, és impossible obrir-lo sense disposar de les set claus, una per cada parròquia. Quan el Consell de la Terra s’instal·la a la casa, s’hi col·loquen sis panys i s’hi graven els noms de les sis parròquies. Amb la incorporació de la d’Escaldes-Engordany, l’armari de les Sis Claus esdevé l’armari de les Set Claus.

### El cap de casa
El cap de casa servia habitualment per emmagatzemar el blat i mantenir-lo sec amb els corrents d’aire generats per les obertures de la façana. El de la casa Busquets es va adaptar per encabir-hi els dormitoris necessaris per al sojorn dels consellers, que es mantenien calents gràcies a la gran xemeneia de la cuina. És un espai que té un lloc particular en la història d’Andorra, ja que els anys 1991 i 1992 s’hi van celebrar les llargues i intenses reunions de la Comissió Tripartida encarregada de la gestió del procés constitucional, formada pels representants dels coprínceps i una delegació del Consell General. També va acollir durant uns anys el primer Museu Postal d’Andorra, que actualment és un museu digitalitzat.

## La casa en l’actualitat, des de l’any 2011
La Casa de la Vall és actualment el museu més visitat del país i té la missió d’explicar als visitants l’evolució històrica d’Andorra i del parlamentarisme andorrà. El museu ofereix també, a part de visites lliures i guiades, un seguit de tallers i activitats per a tot tipus de públic.
Encara que l’edifici no acull les sessions ordinàries i extraordinàries del Consell General, la Casa de la Vall acull dos de les tres sessions tradicionals que se celebren al llarg de l’any: la sessió del Dia de la Constitució (14 de març) i la de Sant Tomàs (21 de desembre). La tercera sessió tradicional se celebra des de la legislatura 2023-2027 a la sala de sessions del Santuari de Meritxell el 8 de setembre.

### L’exterior
Adossada a la part posterior, s’aixeca una torre de defensa que dominava l’accés a Andorra la Vella des del camí ral. En la reforma del 1962 esmentada, s’hi va afegir la tronera dreta per aportar simetria i es va eliminar l’arrebossat de la façana, que era una mostra del potencial econòmic dels propietaris originals.
A la plaça de davant es pot veure una escultura que commemora els 700 anys de la signatura dels pariatges, feta per Luigi Terruggi. També hi ha una escultura de Josep Viladomat que mostra dos persones ballant el contrapàs, un homenatge a la Nova Reforma de 1866, encapçalada per Guillem d’Areny-Plandolit, de la casa Areny-Plandolit. Finalment, hi ha una escultura d’Emili Armengol que fa homenatge als andorrans i andorranes que van votar a favor de la Constitució de 1993 i una escultura de Jaume Plensa anomenada Set poetes, que fa referència al paper que tenen els poetes en la cultura.